# Braunton Burrows
Braunton Burrows è un'area protetta della costa atlantica dell'Inghilterra sud-occidentale, situata nella contea del Devon e nel distretto del North Devon: costituisce il più vasto sistema di dune del Regno Unito.
La zona, che prende il nome dal vicino villaggio di Braunton, è considerata Area of Outstanding Natural Beauty ("area di straordinaria bellezza naturale") e  "area di particolare interesse scientifico" (SSI)  e fa parte della biosfera UNESCO del North Devon.

## Geografia fisica
Braunton Burrows si estende ad ovest Barnstaple, a sud del villaggio di Saunton e a sud/sud-est del villaggio di Braunton, a circa 6 km a sud dell'estuario del Taw Torridge.
Le spiagge di Braunton Burrows si estendono per circa 6,5 km.

## Origini del nome
Il termine burrows, che in inglese significa "tane", che viene aggiunto al nome del villaggio di Braunton, deriva dal numero considerevole di tane di conigli rinvenute in loco.

## Flora e fauna

### Flora
Nell'area crescono circa 400-500 specie diverse di fiori.
Molte di queste piante hanno dimensioni ridotte o deformate a causa dell'azione dei conigli che vivono nella zona.

### Fauna
Braunton Burrows vanta la presenza di 33 specie diverse di farfalle.
Nell'area, vivono inoltre uccelli quali l'allodola, il chiurlo e il gheppio.